# Norwegische Meisterschaften im Biathlon 1983
Die norwegischen Meisterschaften im Biathlon 1983 fanden vom 28. bis 30. Januar 1983 im Lygna Skidstadion in der Kommune Gran, Provinz Innlandet statt. Ausgetragen wurden für Männer und Frauen je ein Einzel- und ein Sprintrennen sowie ein Staffelwettkampf.

## Männer

### Einzel (20 km)
| Platz | Starter         | Verein      | Zeit      | Fehler |
| ----- | --------------- | ----------- | --------- | ------ |
| 1     | Svein Engen     | Ringerike   | 1:10:33 h | 2      |
| 2     | Kjell Søbak     | Elverum     | 1:10:52 h | 2      |
| 3     | Øivind Nerhagen | Trysilfjeld | 1:11:57 h | 3      |
| 4     | Jakob Skogseid  | Voss        | 1:13:40 h | 1      |
| 5     | Tov Løvstuen    | Hol         | 1:13:59 h | 3      |
| 6     | Roar Nilsen     | Valdres     | 1:14:01 h | 4      |

Start: 28. Januar 1983

### Sprint (10 km)
| Platz | Starter         | Verein      | Zeit      | Fehler |
| ----- | --------------- | ----------- | --------- | ------ |
| 1     | Kjell Søbak     | Elverum     | 35:18 min | 1      |
| 2     | Johnny Rognstad | Åsnes       | 35:24 min | 1      |
| 3     | Øivind Nerhagen | Trysilfjeld | 35:42 min | 2      |
| 4     | Svein Engen     | Ringerike   | 35:52 min | 2      |
| 5     | Roar Nilsen     | Valdres     | 36:11 min | 1      |
| 6     | Rolf Storsveen  | Elverum     | 36:28 min | 2      |

Start: 29. Januar 1983

### Staffel (4 × 7,5 km)
| Platz | Starter                                                   | Region            | Zeit      |
| ----- | --------------------------------------------------------- | ----------------- | --------- |
| 1     | Øivind Nerhagen Arne Storsveen Rolf Storsveen Kjell Søbak | Østerdal          | 1:53:27 h |
| 2     | Eirik Kvalfoss Ole Elvebakk Jakob Skogseid Odd Lirhus     | Hardanger og Voss | 1:55:50 h |
| 3     | Geir Elvesveen Kjell Tangen Svein Engen Svein Linnerud    | Oppland           | 1:59:08 h |

Start: 30. Januar 1983

## Frauen

### Einzel (10 km)
| Platz | Starter       | Verein     | Zeit      | Fehler |
| ----- | ------------- | ---------- | --------- | ------ |
| 1     | Mette Mestad  | Torridal   | 49:40 min | 2      |
| 2     | Sanna Grønlid | Tingelstad | 50:20 min | 5      |
| 3     | Gry Østvik    | Odal       | 51:26 min | 5      |
| 4     | Anita Nygård  | Trysil     | 53:49 min | 5      |
| 5     | Rigmor Hansen | Tingelstad | 55:34 min | 7      |

Start: 28. Januar 1983

### Sprint (5 km)
| Platz | Starter       | Verein     | Zeit      | Fehler |
| ----- | ------------- | ---------- | --------- | ------ |
| 1     | Sanna Grønlid | Tingelstad | 25:07 min | 3      |
| 2     | Gry Østvik    | Odal       | 25:10 min | 1      |
| 3     | Siv Bråten    | Drangedal  | 26:47 min | 2      |
| 4     | Bente Mestad  | Torridal   | 27:02 min | 3      |
| 5     | Rigmor Hansen | Tingelstad | 27:33 min | 4      |

Start: 29. Januar 1983

### Staffel (3 × 5 km)
| Platz | Starter                                  | Region  | Zeit      |
| ----- | ---------------------------------------- | ------- | --------- |
| 1     | Mette Mestad Reidun Åsan Bente Mestad    | Agder   | 1:23:02 h |
| 2     | Gry Østvik Heidi Finnbråten Åse Torp     | Solør   | 1:23:41 h |
| 3     | Rigmor Hansen Marit Horgen Sanna Grønlid | Oppland | 1:24:48 h |

Start: 30. Januar 1983